# Руруй
Руруй — действующий вулкан на острове Кунашир Большой Курильской гряды.

## Орография
Сложный стратовулкан. Высота 1485 м. Северное окончание линейно-кустового типа вулканов хребта Докучаева, с открытым к северу кратером. Исторические извержения неизвестны, однако на западных склонах вулкана на высоте от 150 до 350 метров над уровнем моря проявляется фумарольная активность, а в прибрежной части гидротермальная деятельность. Выделяется также вулкан Смирнова.

## Ороним
Айнское название Руруй. Первая версия: «руру» означает «море», а отсюда и название в переводе — «морской», то есть расположенный поблизости от моря. Другой вариант перевода может означать «яд, выпадающий в виде дождя» (ру — отрава, яд + руй — гореть, раздувать, выпадать, как дождь).

## Галерея
- вулкан Руруй (с пгт Южно-Курильск)
- вулкан Руруй (с самолета)